# باول دانيلز (مجدف)
باول دانيلز (بالإنجليزية: Paul Daniels) هو مجدف أمريكي، ولد في 4 يونيو 1981 في برلنغتون في الولايات المتحدة.

## وصلات خارجية
- باول دانيلز على موقع الاتحاد الدولي للتجديف (الإنجليزية)